# Trento (stacja kolejowa)
Trento (wł: Stazione di Trento) – stacja kolejowa w Trydencie (wł. Trento), w prowincji Trydent, w regionie Trydent-Górna Adyga, we Włoszech. Jest zarządzana przez RFI i znajduje się na linii Werona - Innsbruck. Od tej stacji kolejowej odchodzi linia, która łączy Trydent z Wenecją. Stacja została otwarta 23 marca 1859.
W pobliżu dworca kolejowego znajduje się także stacja końcowa linii Trydent - Marilleva.

## Charakterystyka
W budynku znajdują się kasy, poczekalnia, jak również inne usługi, takie jak bary i kioski. Stacja posiada dwa perony i cztery tory. Perony są połączone przejściem podziemnym, wyposażonym w windy.

## Ruch
Stacja jest częścią projektu Centostazioni i obsługuje około 5 mln pasażerów rocznie, a po stacji Bolzano (5,5 mln), jest najbardziej ruchliwą w regionie. Na stacji zatrzymują się wszystkie pociągi, w tym Intercity i Eurostar Italia. Główne kierunki kursowania pociągów: Werona, Wenecja, Bassano del Grappa, Bolzano, ale także inne włoskie stacje jak Bolonia i Rzym lub międzynarodowe, takie jak Monako czy Innsbruck.